# にゅーくりぃむ
『にゅーくりぃむ』はテレビ朝日の『バラバラ大作戦』（火曜第1部）内で放送されていたバラエティ番組。

## 概要
2020年9月まで放送されていた『くりぃむナンチャラ』の後継番組。テーマは「くりぃむしちゅーの新たな姿を引き出していく番組」としている。
2021年10月期の改編で日曜 21:55 - 22:25へ枠を移動し、『くりぃむナンタラ』としてリニューアル。

## 出演者
レギュラー（司会）
- くりぃむしちゅー（上田晋也・有田哲平）

## 放送リスト

### 2020年
| 回 | 放送日   | 放送内容                                                   | ゲスト                         | その他出演者                                                                     | 備考 |
| -- | -------- | ---------------------------------------------------------- | ------------------------------ | -------------------------------------------------------------------------------- | ---- |
| 1  | 10月6日  | 上田さんにあのちゃんを人間インストール                     | あの                           | 野村真季（テレビ朝日アナウンサー）                                               |      |
| 2  | 10月13日 | 有田さんにエミリンを人間インストール                       | エミリン                       | 渡辺瑠海（テレビ朝日アナウンサー）                                               |      |
| 3  | 10月20日 | 上田さんに別府ちゃんを人間インストール                     | 別府ともひこ（エイトブリッジ） | インディアンス 中澤莉佳子（ミス東大準グランプリ） ゆきりぬ                       |      |
| 4  | 10月27日 | 有田さんに安部ちゃんを人間インストール                     | 安部紀克（納言）               | インディアンス 中澤莉佳子（ミス東大準グランプリ） ゆきりぬ                       |      |
| 5  | 11月3日  | 上田さんに猥談バー店長を人間インストール                   | 佐伯ポインティ                 | 仁科健吾（テレビ朝日アナウンサー） 壮絶のリカ 石原由希                           |      |
| 6  | 11月10日 | 有田さんにアイデンティティ田島を人間インストール           | 田島直弥（アイデンティティ）   | 住田紗里（テレビ朝日アナウンサー） 西村香也子（ミス立教2019グランプリ） 岡田朋峰 |      |
| 7  | 11月17日 | 上田さんに有田＆ニューヨークを人間インストール             | ニューヨーク                   | ゾフィー 西村歩乃果 住田紗里（テレビ朝日アナウンサー）                           |      |
| 8  | 11月24日 | 上田さんに有田＆ニューヨークを人間インストール             | ニューヨーク                   | ゾフィー 西村歩乃果 住田紗里（テレビ朝日アナウンサー）                           |      |
| 9  | 12月1日  | 有田さんに上田＆ニューヨークを人間インストール             | ニューヨーク                   | 和田まんじゅう（ネルソンズ） アルコ&ピース 白石真菜（ラストアイドル）            |      |
| 10 | 12月8日  | ニューヨーク嶋佐にくりぃむしちゅー＆屋敷を人間インストール | ニューヨーク                   | 安藤咲良 津田篤宏（ダイアン）                                                    |      |
| 11 | 12月15日 | ニューヨーク屋敷にくりぃむしちゅー＆嶋佐を人間インストール | ニューヨーク                   | 安藤咲良 津田篤宏（ダイアン）                                                    |      |
| 12 | 12月22日 | ニューヨーク嶋佐にくりぃむしちゅー＆屋敷を人間インストール | ニューヨーク                   | 安藤咲良 津田篤宏（ダイアン）                                                    |      |

### 2021年
| 回 | 放送日  | 放送内容                                         | ゲスト | その他出演者                                                                                        | 備考 |
| -- | ------- | ------------------------------------------------ | --- | --------------------------------------------------------------------------------------------------- | ---- |
| 13 | 1月12日 | 2代目ナレーターオーディション                    | 渡辺瑠海（テレビ朝日アナウンサー） 酒井尚（ザ・マミィ） クロちゃん（安田大サーカス）                                   | 岡部知穂（番組スタッフ、初代ナレーター）                                                            |      |
| 14 | 1月19日 | 2代目ナレーターオーディション                    | 渡辺瑠海（テレビ朝日アナウンサー） 酒井尚（ザ・マミィ） クロちゃん（安田大サーカス）                                   | 岡部知穂（番組スタッフ、初代ナレーター）                                                            |      |
| 15 | 1月26日 | お悩み芸人救済人間インストール ザ・マミィ編      | ザ・マミィ 藤本敏史（FUJIWARA）                                                                                        | 宮下草薙 東京ホテイソン ネルソンズ                                                                  |      |
| 16 | 2月2日  | お悩み芸人救済人間インストール ライス編          | ライス 藤本敏史（FUJIWARA）                                                                                            | 宮下草薙 東京ホテイソン ネルソンズ                                                                  |      |
| 17 | 2月9日  | お悩み芸人救済人間インストール 東京ホテイソン編  | 東京ホテイソン 田中卓志（アンガールズ）                                                                                | ザ・マミィ ネルソンズ ライス 黒木ひかり 井口綾子                                                    |      |
| 18 | 2月16日 | お悩み芸人救済人間インストール ネルソンズ編      | ネルソンズ 田中卓志（アンガールズ）                                                                                    | 東京ホテイソン ザ・マミィ ライス 黒木ひかり 井口綾子                                                |      |
| 19 | 2月23日 | にゅー企画持ってきました                         | 石原慎也（構成作家） はしれめろす（構成作家） 佐藤満春（どきどきキャンプ） 河本準一（次長課長）                        | 渡辺瑠海（テレビ朝日アナウンサー）                                                                  |      |
| 20 | 3月2日  | にゅー企画持ってきました                         | 石原慎也（構成作家） はしれめろす（構成作家） 佐藤満春（どきどきキャンプ） 河本準一（次長課長）                        | 渡辺瑠海（テレビ朝日アナウンサー）                                                                  |      |
| 21 | 3月9日  | 出張!人間インストール 「新日ちゃん。」編         | 三谷紬（テレビ朝日アナウンサー）                                                                                       | 鬼越トマホーク 真壁刀義 寺川俊平（テレビ朝日アナウンサー） 米川宝（「新日ちゃん。」プロデューサー） |      |
| 22 | 3月16日 | 出張!人間インストール 「新日ちゃん。」編         | 三谷紬（テレビ朝日アナウンサー）                                                                                       | 鬼越トマホーク 真壁刀義 寺川俊平（テレビ朝日アナウンサー） 米川宝（「新日ちゃん。」プロデューサー） |      |
| 23 | 3月23日 | 理想の楽屋選手権                                 | 江野沢愛美 アルコ&ピース 蛙亭                                                                                          | |      |
| 24 | 3月30日 | 理想の楽屋選手権                                 | 江野沢愛美 阿佐ヶ谷姉妹 ダイアン                                                                                       | |      |
| 25 | 4月6日  | ワッキーパーティー                               | ワッキー（ペナルティ） 井上梨名（櫻坂46） 河本準一（次長課長）                                                         | |      |
| 26 | 4月13日 | ワッキーパーティー                               | ワッキー（ペナルティ） 井上梨名（櫻坂46） 河本準一（次長課長）                                                         | |      |
| 27 | 4月20日 | 上田晋也の初エッセイ『経験』プレゼン大会         | 平子祐希（アルコ&ピース） 森田哲矢（さらば青春の光） トム・ブラウン                                                    | 水野舞菜 畑美紗起 高橋みのり 大場結女 白石真菜                                                      |      |
| 28 | 4月27日 | 上田晋也の初エッセイ『経験』プレゼン大会         | 平子祐希（アルコ&ピース） 森田哲矢（さらば青春の光） トム・ブラウン                                                    | 水野舞菜 畑美紗起 高橋みのり 大場結女 白石真菜                                                      |      |
| 29 | 5月4日  | 上田晋也の初エッセイ『経験』プレゼン大会         | 平子祐希（アルコ&ピース） 森田哲矢（さらば青春の光） トム・ブラウン                                                    | 水野舞菜 畑美紗起 高橋みのり 大場結女 白石真菜                                                      |      |
| 30 | 5月11日 | にゅー企画持ってきました                         | ふかまちはじめ（構成作家） 阿部快飛（構成作家） 佐藤満春（どきどきキャンプ） 久保田かずのぶ（とろサーモン）            | 井口綾子                                                                                            |      |
| 31 | 5月18日 | にゅー企画持ってきました                         | ふかまちはじめ（構成作家） 阿部快飛（構成作家） 佐藤満春（どきどきキャンプ） 久保田かずのぶ（とろサーモン）            | 井口綾子                                                                                            |      |
| 32 | 5月25日 | 尺ぴったりファーストテイク                       | 平子祐希（アルコ&ピース） 山内健司（かまいたち） コットン                                                              | |      |
| 33 | 6月1日  | 尺ぴったりファーストテイク                       | 平子祐希（アルコ&ピース） 山内健司（かまいたち） コットン                                                              | |      |
| 34 | 6月8日  | にゅーもうええわ新作コレクション2021             | カミナリ コットン 鬼越トマホーク ウエストランド                                                                        | |      |
| 35 | 6月15日 | にゅーもうええわ新作コレクション2021             | カミナリ コットン 鬼越トマホーク ウエストランド                                                                        | |      |
| 36 | 6月22日 | ちなみに他にも選手権                             | 山内健司（かまいたち）                                                                                                 | |      |
| 37 | 6月29日 | ちなみに他にも選手権                             | ナダル（コロコロチキチキペッパーズ）                                                                                   | |      |
| 38 | 7月6日  | クイズ!上田にいくらふっかける?                   | クロちゃん（安田大サーカス）                                                                                           | |      |
| 39 | 7月13日 | クイズ!上田にいくらふっかける?                   | 久保田かずのぶ（とろサーモン）                                                                                         | |      |
| 40 | 7月20日 | 第2回ちなみに他にも選手権                        | 野田クリスタル（マヂカルラブリー）                                                                                     | |      |
| 41 | 7月27日 | 第2回ちなみに他にも選手権                        | ZAZY | |      |
| 42 | 8月3日  | 健康的漫才選手権                                 | オズワルド インディアンス プラス・マイナス ランジャタイ                                                                | AYA                                                                                                 |      |
| 43 | 8月10日 | 健康的漫才選手権                                 | オズワルド インディアンス プラス・マイナス ランジャタイ                                                                | AYA                                                                                                 |      |
| 44 | 8月17日 | 出張!人間インストール 「新日ちゃん。」編・完全版 | 三谷紬（テレビ朝日アナウンサー）                                                                                       | 鬼越トマホーク 真壁刀義 寺川俊平（テレビ朝日アナウンサー） 米川宝（「新日ちゃん。」プロデューサー） |      |
| 45 | 8月24日 | これなら上田に勝てる                             | オズワルド 森本晋太郎（トンツカタン）                                                                                  | |      |
| 46 | 8月31日 | 新番組に持っていく企画プレゼン大会               | 徳井健太（平成ノブシコブシ） 河本準一（次長課長） カカロニ                                                             | 津田篤宏（ダイアン）                                                                                |      |
| 47 | 9月7日  | 新番組に持っていく企画プレゼン大会               | 徳井健太（平成ノブシコブシ） 河本準一（次長課長） カカロニ                                                             | 津田篤宏（ダイアン）                                                                                |      |
| 48 | 9月14日 | 新番組に持っていく企画プレゼン大会               | 徳井健太（平成ノブシコブシ） 河本準一（次長課長） カカロニ                                                             | 津田篤宏（ダイアン）                                                                                |      |
| 49 | 9月21日 | クイズそっくりフェイス                           | 弓木奈於（乃木坂46） 稲田直樹（アインシュタイン） おいでやす小田 長谷川雅紀（錦鯉） 野田クリスタル（マヂカルラブリー） | |      |
| 50 | 9月28日 | クイズそっくりフェイス                           | 弓木奈於（乃木坂46） 稲田直樹（アインシュタイン） おいでやす小田 長谷川雅紀（錦鯉） 野田クリスタル（マヂカルラブリー） | 野田は第50回のみ出演。                                                                              |      |

## スタッフ
- 企画：上田晋也、有田哲平
- 構成：町田裕章、北本かつら、樅野太紀
- カメラ：門倉秀樹
- 大道具：安藤由衣
- 編集：小野坂智
- 音声：立元捺美
- メイク：川口かつら店
- MA：市本将也、宝月健
- TK：吉条雅美
- 美術：森永牧子
- 美術進行：山本和記
- CG：山崎信
- 編成：宇喜多宏美
- 宣伝：岸田慎介
- デスク：相馬恵美
- 音効：加藤つよし
- 協力：テレビ朝日クリエイト、SWISH JAPAN、D WALKER、PONTE GRANDE、BLUES MOBILE
- ディレクター：山本健矢、岡部知穂、金山将世
- 演出：北野貴章、近藤正紀
- プロデューサー：髙橋正輝、山西雄大、三藤豊
- ゼネラルプロデューサー：小田隆一郎
- 制作：テレビ朝日ソリューション本部コンテンツ編成局第1制作部
- 制作著作：テレビ朝日